# シモン・サビアニ

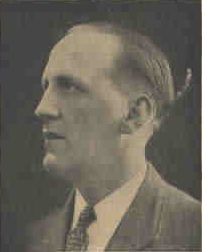
シモン・サビアニ

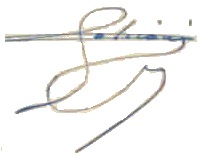
サイン

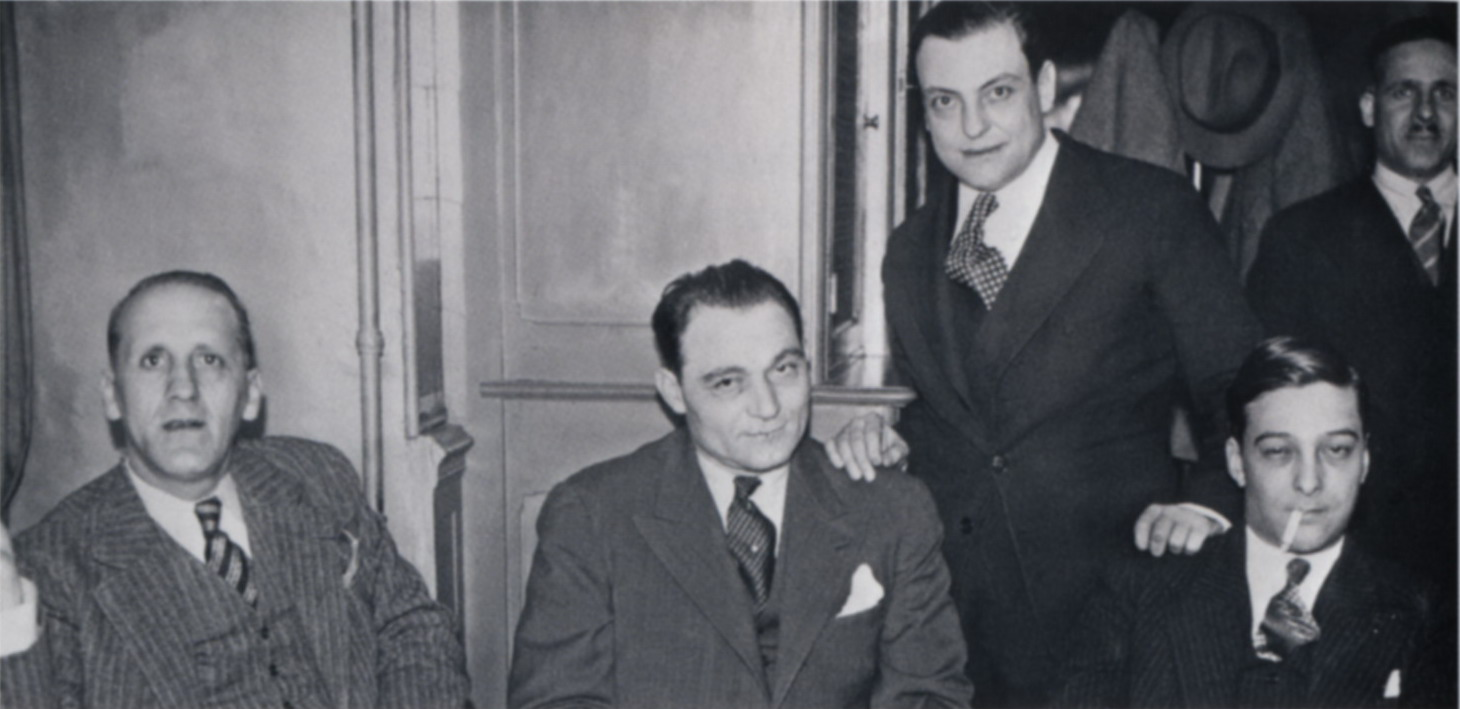
シモン・サビアニ、ポール・カルボネ、フランソア・スピリト

シモン・ピエール・サビアニ（Simon Pierre Sabiani、1888年5月14日 - 1956年9月29日）は、フランスの実業家・政治家。第一次世界大戦の英雄として知られる。コルシカ島カザマーチウリ出身。

## 生涯
第一次世界大戦に参加した。112番目の連隊のライン歩兵の15番目の軍団に組み込まれ、ドゥオモン(Douaumont)で目を失い、数回負傷し、敵に対して6時間にカウンターアタックを6回指示した。ニックネームは"Le lion de l'Argonne" (アルゴーヌのライオン)、 "Le Bayard Corse"　(コルシカのバヤール)だった。戦場にメダルを3個獲得した（ "La legion d'honneur" （ラレジオンドノール）、 "La croix de guerre" （ラクロアドゲール）1914-1918　パルム 4 シルバー星 2、 "La medaille militaire"（ラメダーユミリテール））。

## 家族
兄は4人、姉は1人だった。第一次世界大戦の時に兄が3人死んだ。　
Jean-Luc（ジャン・ルック）は中尉だった。"La legion d'honneur" （ラレジオンドノール）と "La croix de guerre" （ラクロアドゲール）を獲得した。シャンパーニュの攻撃で死んだ。
Joseph（ジョゼッフ）はズアーブ兵(Zouaves)の4番目の連隊の曹長だった。1914年にプロヴァン(Provins)で死んだ。
François（フランソア）はマルセイユ市(Marseille)の弁護士で軍曹だった。"La croix de guerre" （ラクロアドゲール）受章。
1918年8月16日に "Le Balkan"（ルバルカン）に乗船してドイツ海軍の魚雷攻撃を受け死んだ。乗組員唯一の生存者Pierre Anfriani（ピエール・アンフリアーニ）は海事当局に、フランソワが自らを顧みずに他の乗客を助けていたことを説明した。
マルセイユ市の裁判所の壁に栄誉を称えた大理石の板が貼られた。
Don-Pierre（ドン・ピエール）はBois-le-Prêtre（ボーアルプレートル）で頭に負傷してから捕虜となった。ヘルメットのおかげで生き残った。監禁は52か月だった。

## 図書
- Simon Sabiani, Colère du peuple, Les Œuvres Françaises, 1936 (préface de Jacques Doriot)
- Simon Sabiani, La Vérité sur l'attentat de Marseille, Grandes Conférences des Ambassadeurs, 1934

## 雑誌
- Jean-Baptiste Nicolaï, Simon Sabiani, un chef à Marseille, 1919-1944, Olivier Orban, 1991
- Paul Jankowski, Communism and Collaboration. Simon Sabiani and Politics in Marseille (1919-1944), New Haven-Londres, Yale University Press, 1989.

## リンク
- http://www.ileonimorti.it/it/memoria.php
- http://www.assemblee-nationale.fr/sycomore/fiche.asp?num_dept=6200